# Joanna Pawlak
Joanna Pawlak (ur. 31 marca 1991 w Żaganiu) – polska zawodniczka jeździectwa sportowego.

## Życiorys
Jeździectwo zaczęła uprawiać w wieku 6 lat. Początkowo próbowała swoich sił w skokach i ujeżdżeniu, a następnie we wszechstronnym konkursie konia wierzchowego (WKKW). W 2016 wywalczyła tytuł mistrzyni Polski w jeździe bez ogłowia w Skokach, a w 2017 tytuł II wicemistrzyni Świata w Ujeżdżeniu i Skokach bez ogłowia. W 2018 zdobyła srebrny medal Pucharu Polski WKKW oraz została wicemistrzynią Polski Seniorów WKKW.
Wraz z polską Kadrą Narodową uzyskała awans na Igrzyska Olimpijskie w Tokio i w 2021 znalazła się w składzie polskiej reprezentacji olimpijskiej na Igrzyska Olimpijskie w Tokio.